# Alfredo Battisti
Pour les articles homonymes, voir Battisti.
Alfredo Battisti, est un prélat catholique italien, né le 17 janvier 1925 à Masi (province de Padoue) et mort le 1er janvier 2012 à Udine. Il est archevêque d'Udine de 1972 à 2000.

## Biographie
Battisti est ordonné prêtre le 20 septembre 1947. En 1951, il commence ses études de droit canon à Rome. Il est chancelier de curie (cancellarius curiae) puis vicaire général du diocèse de Padoue jusqu'en 1972.
Le 13 décembre 1972, Battisti est nommé archevêque d'Udine par le pape Paul VI. Il est consacré par l'évêque de Padoue Girolamo Bortignon le 25 février 1973. Ses coconsécrateurs sont l'évêque auxiliaire d'Udine Emilio Pizzoni et l'évêque d'Adria Giovanni Mocellini. Le 28 octobre 2000, le pape Jean-Paul II accepte la démission de Battisti en raison de son âge avancé. Battisti est administrateur apostolique d'Udine jusqu'à la nomination de son successeur le 7 janvier 2001.
Battista est surnommé « l'évêque du séisme » (il vescovo del terremoto) en raison de son important engagement en Frioul-Vénétie Julienne après le séisme de 1976,. On lui doit notamment la reconstruction de l'abbaye de Rosazzo (it).
Battista meurt le 1er janvier 2012 des suites d'un accident vasculaire cérébral. Son tombeau est installé dans la crypte de la cathédrale d'Udine.

## Écrits (sélection)
- (it) Luce della speranza, Messaggero, 1981 (ISBN 978-88-7026-437-1)
- (it) II paradosso delle Beatitudini : La felicità secondo Gesù., Paoline, 2006, 134 p. (ISBN 978-88-315-3079-8)
- (it) Sulle tracce del Risorto : Alla ricerca di segni di speranza., Paoline, 2009, 120 p. (ISBN 978-88-315-3576-2)